# Église Saint-Nicolas de Fontenay-Mauvoisin
Pour les articles homonymes, voir église Saint-Nicolas.
L’église Saint-Nicolas est un édifice dont l'origine remonte au XIIe siècle qui  se trouve dans la commune française de Fontenay-Mauvoisin, dans les Yvelines. Elle appartient au Groupement paroissial Bonnières - Rosny.

## Historique

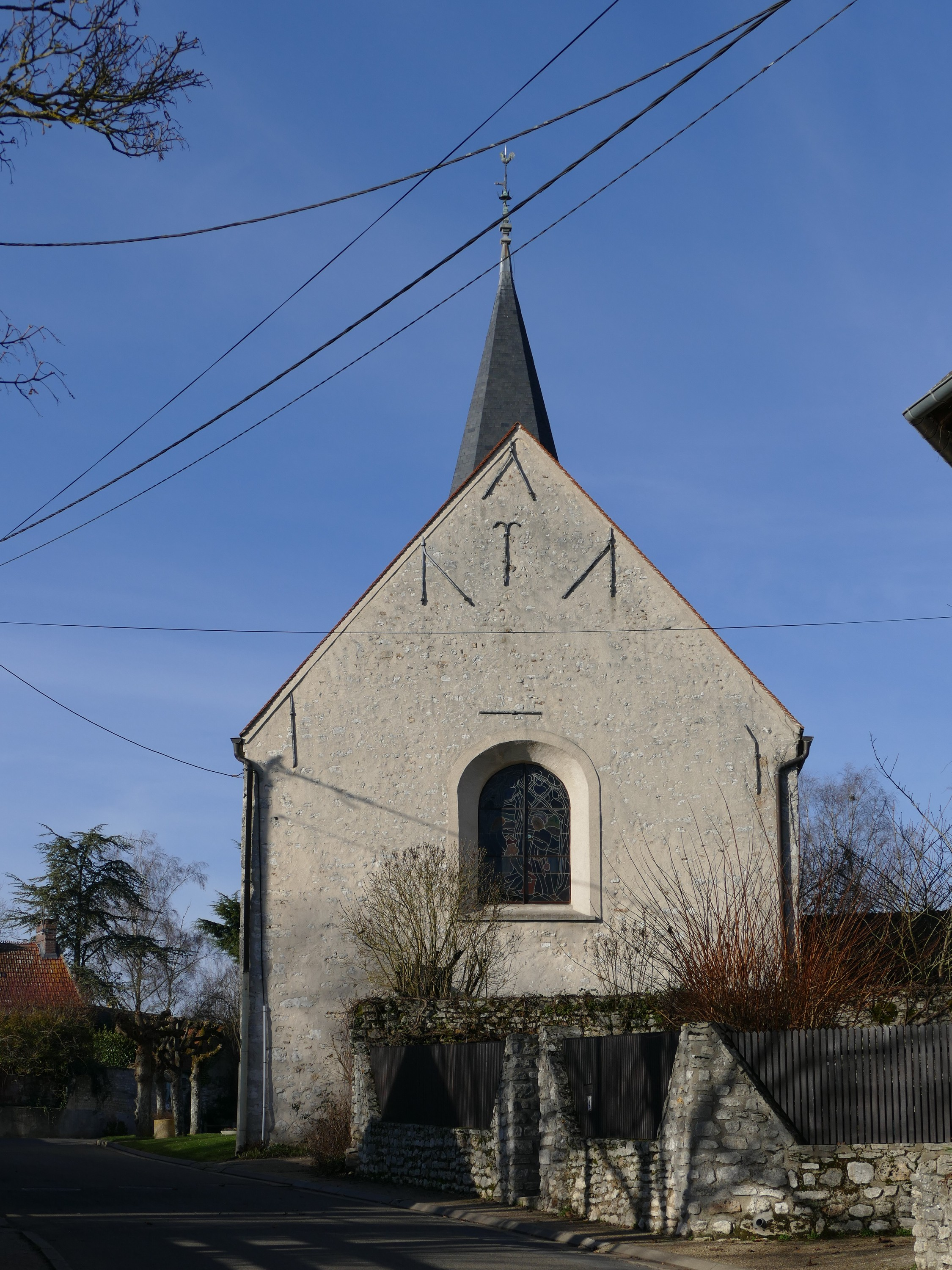
Fontenay-Mauvoisin - Église Saint-Nicolas.

Reconstruite au XVIe siècle par François de Venoys sieur d’Arches et de Fontenays sur un précédent édifice datant du XVe siècle, l’Église Saint-Nicolas de Fontenay-Mauvoisin a été profondément remaniée au XIXe siècle. Une série de travaux ont en effet été réalisés en 1891, le cimetière qui entourait l’église a alors été désaffecté, fermé et les restes secs transférés dans l’ossuaire du cimetière  communal.  La sacristie a notamment été retirée pour agrandir l’espace intérieur, la porte donnant sur la rue de la Grande-Fontaine a été obturée, le nombre et la forme des baies en arc brisés qui apportent la lumière dans la nef a été modifié. 
Le clocher quadrangulaire où se trouvent deux cloches datant de 1727 offerte par Claude-François Poucher seigneur de Fontenay, est situé dans la partie occidentale de l’église, il a été fortement modifié tant au niveau de la forme du toit que dans son élévation comme le montrent une série de dessin d’architectes datant du dernier quart du XIXe siècle, conservés par la Mairie de Fontenay-Mauvoisin. Il possède depuis lors une flèche de forme pyramidale.
Des restaurations ont été entreprises dans le dernier quart du XXe siècle, avec la rénovation de la toiture, la pose d’un nouveau coq en guise de girouette, la réfection de la charpente et la pose de nouveaux vitraux en 1983. 

## Architecture

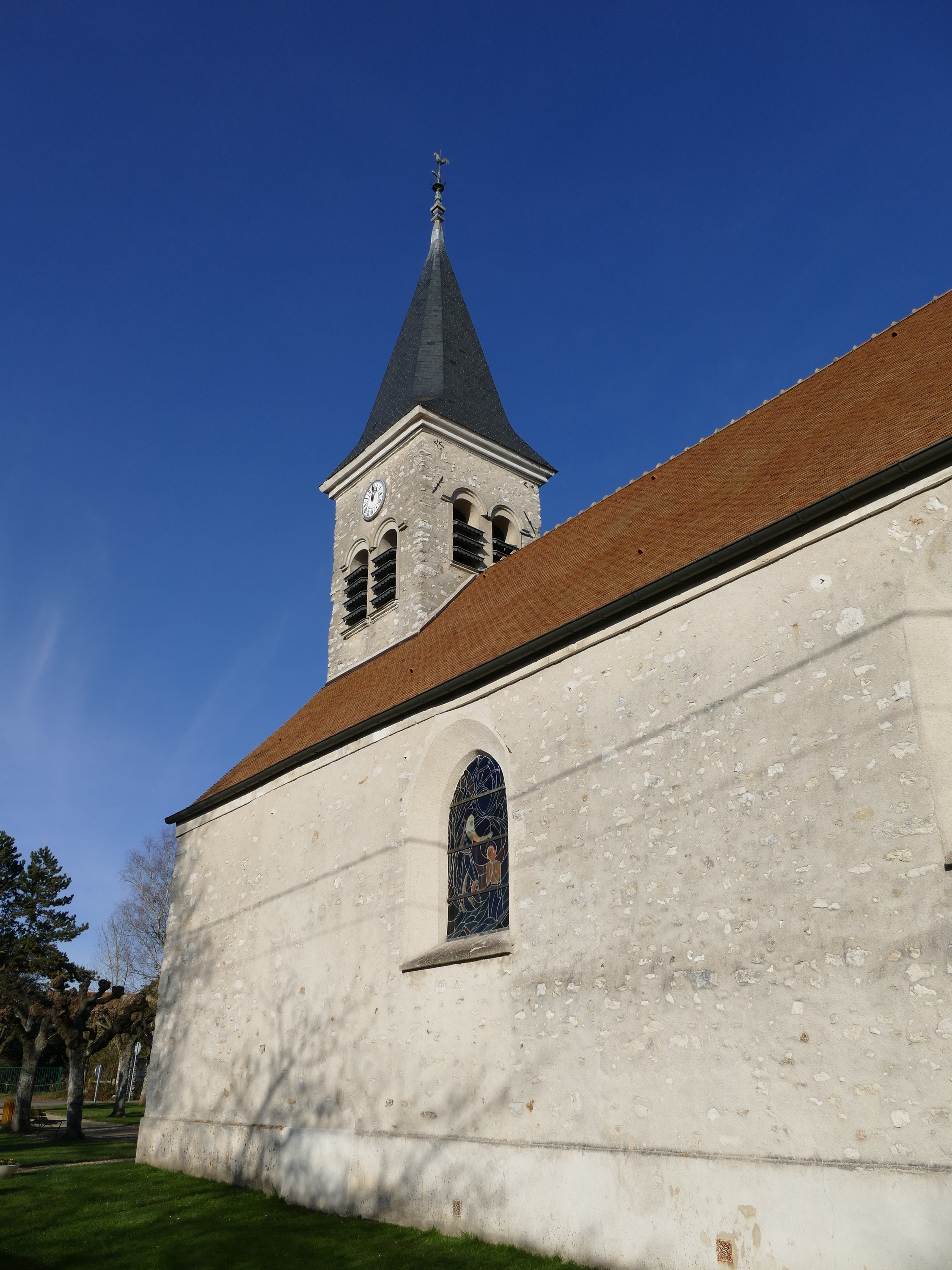
Fontenay-Mauvoisin - Église Saint-Nicolas.

La façade occidentale est faite d'un portail en plein cintre et d'une rosace. Un clocher de plan carré, surmonté d'une flèche pyramidale, flanque l'édifice à l'ouest. La toiture, d'ardoise, est à double pente. La nef est éclairée par des baies en arc brisé, ouvertes sur les façades sud et nord.
La nef à un seul vaisseau reçoit une voûte lambrissée en bois soutenue par des poinçons d’entraits.

## Mobilier
On y trouve une statue de Vierge à l'Enfant en pierre polychrome datant du XVIIe siècle, classée monument historique en 1912, ainsi qu'une statue de chevalier, qui pourrait être saint Michel.
A l’intérieur de l’église, on trouve de nombreux éléments remarquables, en particulier des éléments de charpente du XVIe siècle qui ont la particularité de présenter des entraits engoulés en forme de gueules grimaçante, têtes de dragons ou de crocodiles. S’y trouvent aussi plusieurs statues (Vierge à l’Enfant, Christ sauveur, Sainte Vierge,  Saint Michel, Saint Nicolas, Sainte Eulalie, …) et les dalles funéraires des familles de Venoys et de Villiers. En 2019 le portail qui se trouve sur le pignon occidental a été remplacé et l’espace du vestibule d’entrée réaménagé pour y installer un placard-vestiaire en chêne et y mettre en valeur le baptistère et son environnement. 
En 2015, y est installé - fait unique - un orgue en kit, comptant 650 tuyaux.